# Edmund Barton
Pour les articles homonymes, voir Barton.
Edmund Barton, né le 18 janvier 1849 à Sydney et mort le 7 janvier 1920 à Medlow Bath (en) est un homme d'État australien qui fut le premier titulaire du poste de Premier ministre d'Australie.
Comme dirigeant fédéral, Barton est devenu un symbole national dont on retiendra la citation : « For the first time, we have a nation for a continent, and a continent for a nation » (« Pour la première fois, nous avons une seule nation pour un continent et un continent pour nation »).
Sa principale contribution à l'histoire australienne est d'avoir dirigé le mouvement qui a abouti à la création de la fédération dans les années 1890. Élu premier Premier ministre aux premières élections fédérales de 1901, il démissionna de son poste en 1903 pour devenir juge à la Haute Cour d'Australie.

## Premières années

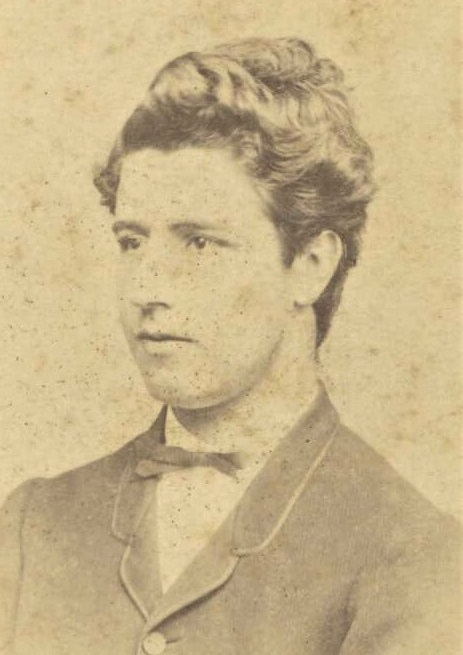
Barton à 17 ans.

Barton est né à Sydney dans le quartier de Glebe. Il était le neuvième enfant de William Barton, un agent de change et de sa femme Mary Louise. Il fit ses études primaires et secondaires à Sydney et fut les deux fois major de ces écoles et c'est là qu'il rencontra son ami de toute sa vie qui fut par la suite son collègue politique Richard O'Connor. Il fit ses études supérieures à l'université de Sydney où il s'illustra comme joueur de cricket. C'est d'ailleurs sur un terrain de cricket qu'il rencontra en 1870 Jane Mason Ross qu'il épousa en 1877. Il fut nommé avocat en 1871.
En 1879, Barton arbitra une partie de cricket entre la Nouvelle-Galles du Sud et une équipe anglaise conduite par Lord Harris. Après une décision contestée de l'autre arbitre, la foule envahit le terrain ce qui était une première pour un match de cricket international. La participation de Barton aux discussions fut un des éléments qui permit de calmer la situation et lui fit une très bonne publicité pour ses talents de négociateur et certains disent que ceci l'a aidé par la suite dans sa carrière politique.

## Débuts politiques
En 1876, Barton fut candidat à l'Assemblée Législative pour l'Université de Sydney mais il fut battu par William Charles Windeyer par 49 voix contre 43. Il fut battu de nouveau en 1877 mais fut élu en août 1879. Quand son siège fut supprimé en 1880, il fut élu pour le siège de Wellington de novembre 1880 à novembre 1882 puis pour celui de Sydney Est de novembre 1882 à janvier 1887. À cette époque il estimait qu'il n'était pratiquement pas nécessaire de justifier son soutien au libre commerce. En 1882, il devint "Speaker" de l'Assemblée et en 1884, fut élu président de l'Université de Sydney Union. En 1887, Barton fut nommé au Conseil législatif sur proposition de Henry Parkes. En janvier 1889, il accepta d'être nommé Ministre de la Justice dans le gouvernement Protectionniste de George Dibbs et ceci malgré ses engagements antérieurs pour le libre commerce. Ce gouvernement ne dura que jusqu'en mars quand Parkes forma un nouveau gouvernement.

## Campagne pour la fédération

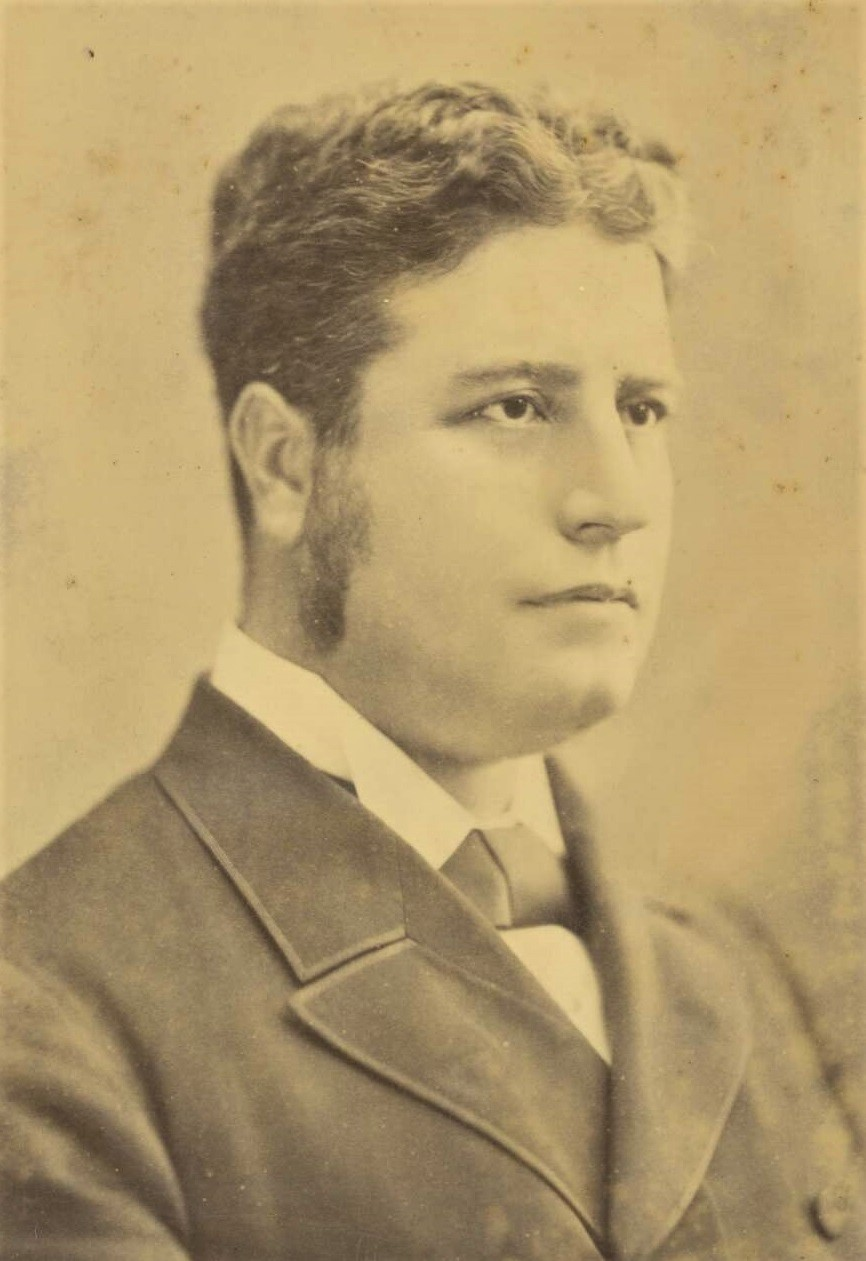
Barton à l'âge de 34 ans.

### 1891 Convention Nationale Australasienne
L'idée reçue est que Barton fut très tôt un fervent partisan de la création d'un État fédéral australien, qui devint un sujet politique très important après le discours de Henry Parkes à Tenterfield. Il fut choisi comme délégué à la Convention nationale australasienne en mars 1891. À cette convention il apporta un soutien appuyé à la liberté complète de commerce et de communication dans une Australie fédérale. Il se fit le partisan de deux chambres parlementaires élues et à la suppression du droit d'appel au Conseil Privé de la Reine. Il participa aussi à un projet de Constitution qui est très proche de celui voté en 1900.
Cependant les protectionnistes étaient de tièdes partisans d'un état fédéral et en juin 1891, Barton démissionna du conseil et se représenta devant ses électeurs de Sydney-Est et déclara qu'aussi longtemps que les protectionnistes formeraient un gouvernement hostile à la Fédération, il ne les soutiendraient pas. Il remporta le siège et soutint Parkes mais refusa un poste dans son gouvernement minoritaire. Après le retrait du soutien des travaillistes, le gouvernement fut renversé en octobre 1891 et Parkes persuada Barton de prendre la tête du mouvement en faveur de la Fédération en Nouvelle-Galles du Sud.

### Ministre de la Justice
Dibbs forma un gouvernement Protectionniste et Barton accepta le poste de Ministre de la Justice en continuant de pouvoir exercer sa carrière d'homme de loi. Il accepta le poste car Dibbs s'était engagé à soutenir les projets de loi pour la création d'un état fédéral dans la session parlementaire à venir. Son espoir de voir avancer les projets fédéraux s'évanouit quand le gouvernement dut faire face à des problèmes plus urgents notamment avec la grève des mineurs de 1892 et la mise en place d'une réforme complexe de la loi électorale. Il présenta ses propositions de loi au parlement le 22 novembre 1892 mais fut incapable d'obtenir qu'elles passent en commission. Aussi commença-t-il à mener une campagne publique pour soutenir la création de cette fédération en organisant des réunions à Corowa et Albury en décembre 1892. Il réussit à faire passer ses projets de loi en commission en octobre 1893 mais il ne put pas en faire débattre en séance plénière. En décembre 1893, Richard O'Connor, le Ministre de l'intérieur et lui-même furent interrogés sur leur possibilité d'agir contre le gouvernement en tant que juristes privés dans l'affaire "Proudfoot v. the Railway Commissioners". Barton se retira aussitôt de l'affaire mais une motion fut votée pour interdire aux membres du gouvernement d'agir en tant que juristes privés dans des affaires les opposant à l'État et Barton démissionna sur le champ de son poste de Ministre.

### Convention fédérale australasienne et référendums
En 1897, Barton fut facilement élu en tête des délégués de Nouvelle-Galles du Sud chargés de participer à la Convention Constituante chargée d'élaborer une Constitution pour la fédération. Ce fut Samuel Griffith qui en rédigea la plus grande partie mais Barton fut le principal homme politique à la défendre à la Convention,.
En mai 1897, Barton fut nommé pour la deuxième fois au Conseil Législatif sur proposition de Reid afin de s'occuper des lois fédérales à la Chambre Haute. Ceci permettait de donner au Ministre de la Justice de Reid, John Henry Want (en) les mains libres pour s'opposer à la Constitution. En septembre 1897, la convention, se réunit à Sydney pour étudier 286 amendements déposés par les différentes colonies. Le projet de Constitution fut achevé en mars 1898 et Barton revint en Nouvelle-Galles du Sud pour mener campagne pour le oui au référendum de juin. Le oui eut la majorité des voix, mais il en totalisa seulement 71 595 voix alors qu'il en fallait 80 000 pour que la Constitution soit adoptée.
En juillet 1898, Barton démissionna de la Chambre Haute pour affronter Reid aux élections législatives mais il perdit de peu. En septembre, il remporta l'élection partielle de Hastings et Macleay et fut immédiatement nommé chef de l'opposition qui comprenait un mélange de pro et d'anti-fédéraux. En janvier 1899 Reid obtint suffisamment de concessions de la part des autres États pour rejoindre Barton dans le camp du oui et faire campagne pour le oui au second référendum de juin 1899, campagne pendant laquelle Barton fit le tour de l'État. Le oui l'emporta par 107 420 voix contre 82 741,
En août 1899, le parti travailliste changea de position et il devint vite évident qu'il voulait renverser le gouvernement Reid. Barton démissionna de son poste de chef de l'opposition car il savait que le parti travailliste refuserait de s'associer avec lui et William Lyne prit sa place. Il refusa d'occuper à nouveau le poste de Ministre de la justice dans le nouveau gouvernement et il démissionna de son poste de député en février 1900 pour pouvoir aller à Londres avec Alfred Deakin et Charles Kingston expliquer le projet fédéral au gouvernement britannique. Celui-ci se montrait intransigeant dans sa volonté de refuser la suppression de l'appel au Conseil Privé de la Reine comme la future Constitution australienne le prévoyait mais finalement les deux parties se mirent d'accord pour que les affaires internes australiennes relèvent en dernier appel de la Haute Cour australienne et que les autres affaires relèvent du Conseil Privé.

## Premier Ministre

Photo d'Edmund Barton (à gauche) et d'Alfred Deakin en 1898.

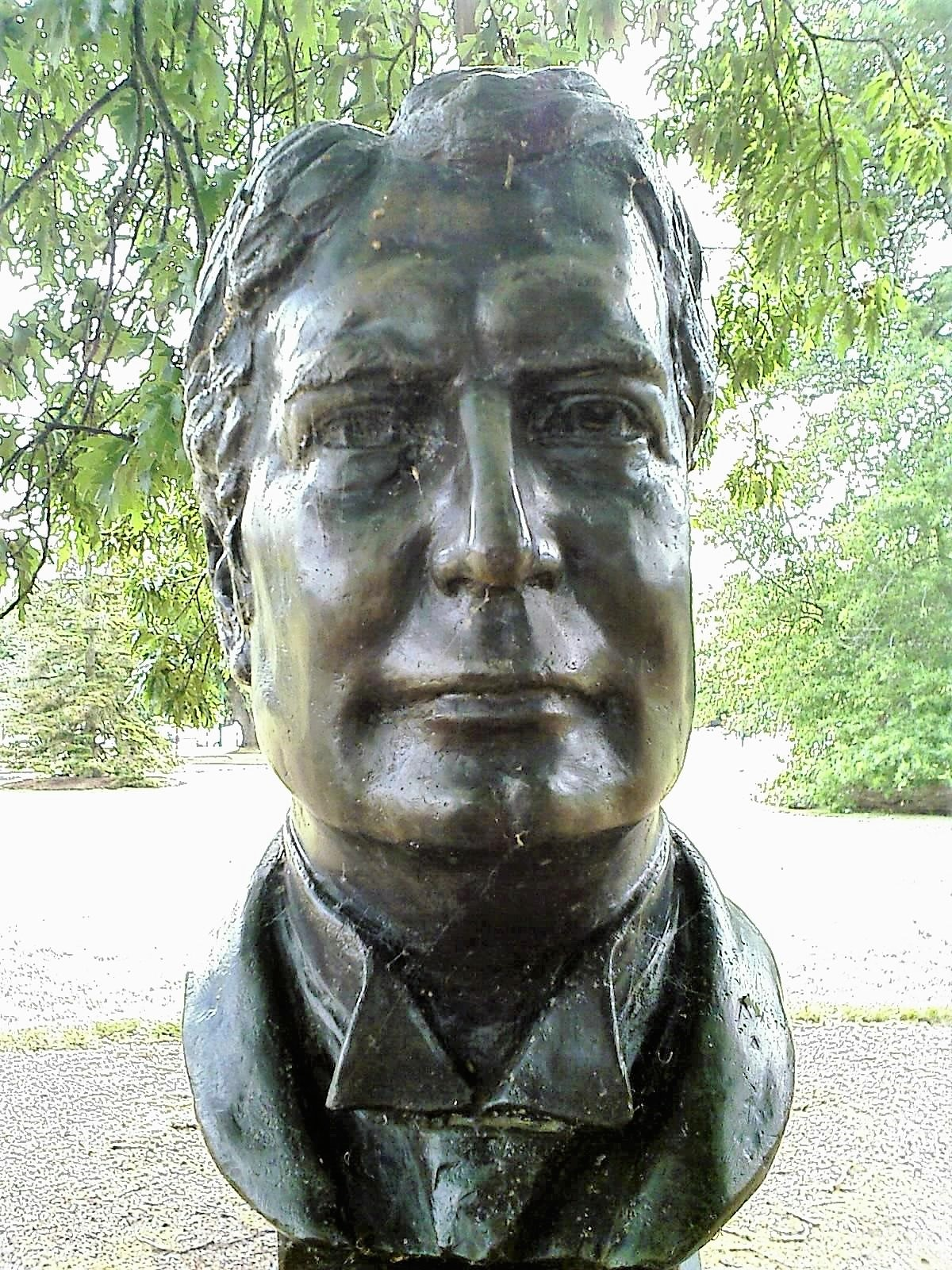
Buste d'Edmund Barton à Ballarat.

Presque tout le monde prévoyait que Barton, chef du mouvement fédéraliste du plus ancien et puissant état de la fédération, serait le premier Premier Ministre fédéral. Mais le nouveau gouverneur général d'Australie, Lord Hopetoun, tout fraichement débarqué d'Angleterre, chargea William Lyne, le Premier Ministre de Nouvelle-Galles du Sud, de former le gouvernement. Aucune élection au parlement fédéral n'ayant encore eu lieu, il ne pouvait pas nommer comme cela se fait traditionnellement, le chef de la majorité parlementaire. Mais Lyne, opposant à la fédération ne put former un gouvernement et après d'intenses négociations, Barton  fut nommé Premier Ministre et il forma le premier gouvernement,. L'historien australien McMinn, qui s'est livré à une analyse sans concession de la question nationale, note que lorsque Barton est nommé premier ministre fédéral, sa biographie de fédéraliste est relativement maigre. On soupçonne les Néo-Gallois du Sud d'avoir davantage applaudi un des leurs qu'un premier ministre australien, alors qu'ils étaient relativement réservés sur la création de la fédération.
La première tâche du gouvernement Barton fut d'organiser les premières élections fédérales qui se déroulèrent en mars 1901. Son gouvernement était formé de lui-même qui assurait les fonctions de Premier Ministre et de Ministre des Affaires Étrangères, de George Turner comme Ministre des Finances, d'Alfred Deakin comme Ministre de la Justice, de John Forrest comme Ministre de la Défense, de William Lyne comme Ministre de l'Intérieur, de Charles Kingston comme Ministre du Commerce et des Douanes, de James Drake comme Ministre des Postes, de Richard O'Connor comme Vice-Président du gouvernement et d'Elliott Lewis comme Ministre sans portefeuille. Aux élections législatives, Barton fut élu sans adversaire en face de lui dans la circonscription de Hunter et le parti Protectionniste obtint suffisamment de sièges pour pouvoir gouverner en s'alliant avec les travaillistes. À ces élections, tous les ministres furent élus à l'exception d'Elliott Lewis qui fut battu et remplacé au gouvernement par Philip Fysh.
Un des premiers textes de lois votés fut « the Immigration Restriction Act » qui appliquait la politique d'une Australie blanche. Le parti travailliste mit comme condition à sa participation au gouvernement une limitation de l'immigration en provenance de l'Asie mais, en pratique, Barton s'était déjà engagé pour cette loi lors de la campagne électorale. Barton déclara : « la doctrine de l'égalité des hommes n'a jamais voulu dire qu'il y avait égalité entre un Anglais et un Chinois » (« The doctrine of the equality of man was never intended to apply to the equality of the Englishman and the Chinaman »), révélant ainsi que l'auteur de "a Nation for a continent" se voit avant tout anglais et non australien. Une des principales réformes fut l'introduction du droit de vote pour les femmes aux élections fédérales de 1902.
Barton passa la plus grande partie de l'année 1902 en Grande-Bretagne où il assista au couronnement du roi Édouard VII. Ce voyage fut aussi l'occasion de négocier le remplacement des accords de défense navale entre le Royaume-Uni et les colonies australiennes (accords qui prévoyaient la protection de la Royal Navy en cas d'attaque navale de l'Australie par une puissance étrangère) par un accord entre le Royaume-Uni et la fédération australienne. Deakin n'apprécia pas cet accord et l'écarta pour développer à partir de 1908 une véritable flotte de guerre australienne.
Barton était un conservateur modéré et bon nombre de vrais libéraux de son parti n'appréciaient pas son attitude décontractée dans la vie politique. Barton était un homme corpulent, élégant, jovial, amateur de bonne chère à qui l'on donnait le surnom de "Toby Tosspot" (Cruche ivrogne) dans The Bulletin. En septembre 1903, Barton quitta le Parlement pour devenir l'un des premiers juges de la Haute Cour. Il fut remplacé au poste de Premier Ministre par Deakin le 24 septembre.

## Juge à la Haute Cour

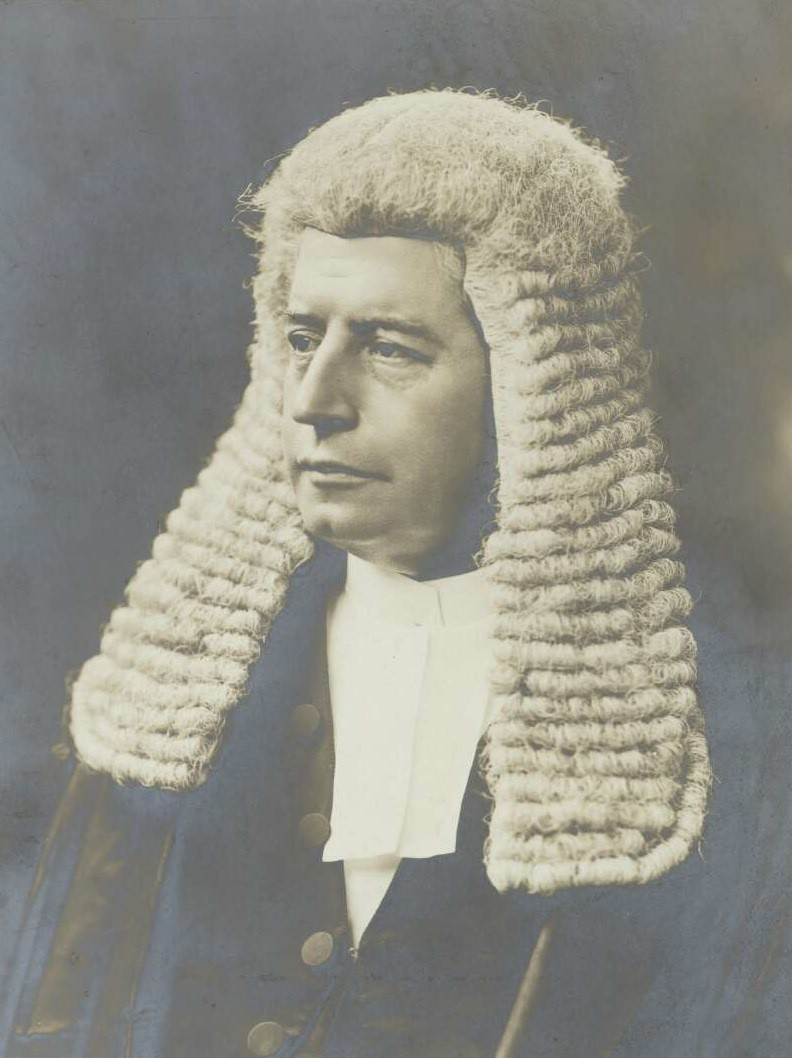
Barton en 1903 à la Haute Cour.

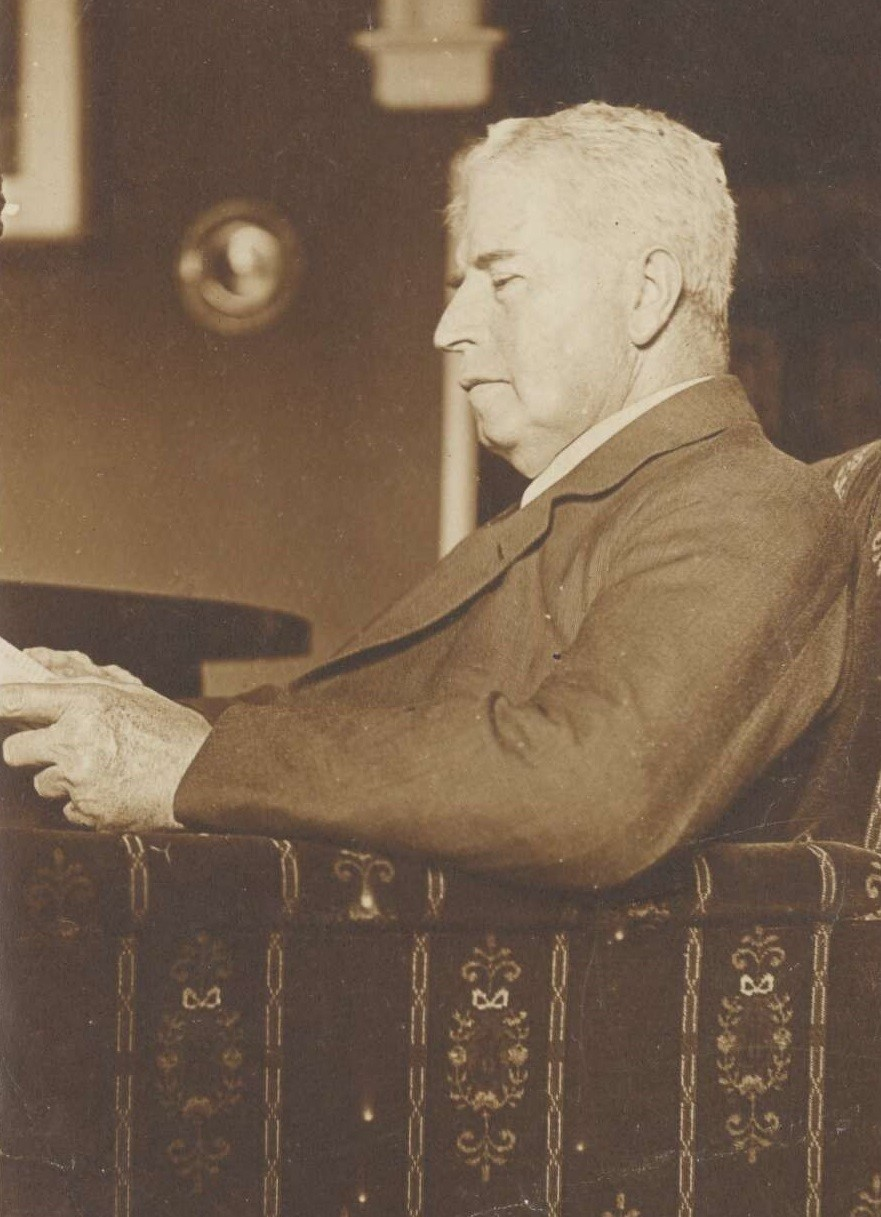
Barton à 65 ans.

À la Haute Cour, Barton fut considéré comme un bon juge impartial qui appliqua la même position conservatrice modérée qu'il avait eu dans sa vie politique. Avec ses collègues Samuel Griffith et O'Connor, il essaya de préserver l'autonomie des États et développa une immunité des fonctionnaires fédéraux, immunité qui empêchait les États de les poursuivre et, en même temps, empêcha le gouvernement fédéral d'arbitrer les disputes entre États pour les questions ferroviaires. Il interpréta de façon étroite les pouvoirs du gouvernement fédéral en matières commerciale et industrielle. Après 1906, Barton se heurta de plus en plus avec ses nouveaux collègues Isaac Isaacs et H.B. Higgins, les deux libéraux nommés à la Haute Cour par Deakin.
Barton mourut d'un infarctus le 7 janvier 1920 alors qu'il était en vacances dans les Montagnes bleues. Il fut enterré à Sydney.